# Olemic Thommessen

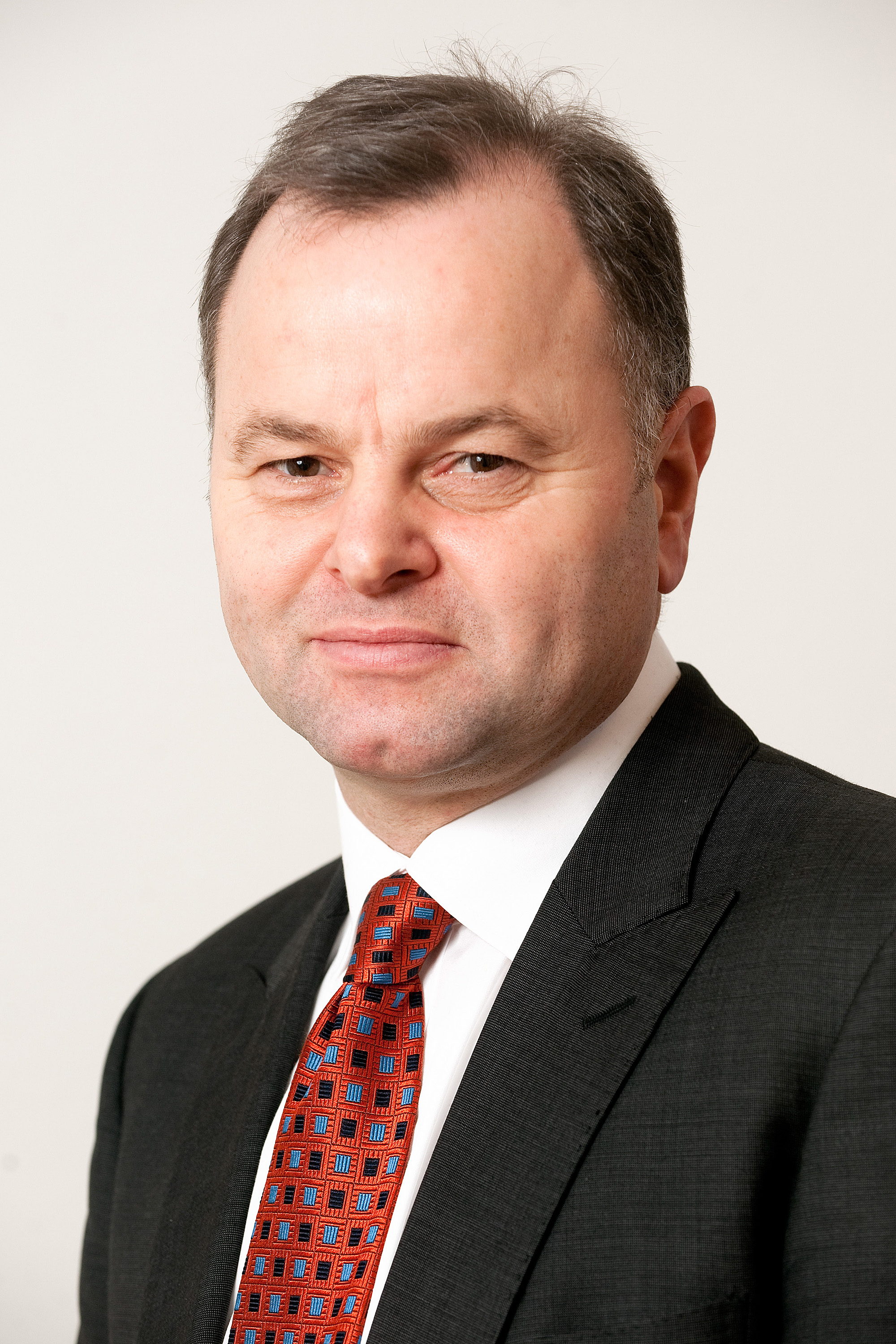
Olemic Thommessen, 2010

Olaf Michael „Olemic“ Thommessen (* 18. April 1956 in Lillehammer) ist ein norwegischer Politiker der konservativen Partei Høyre. Von 2001 bis 2021 war er Abgeordneter im Storting, zwischen Oktober 2013 und März 2018 war er der Präsident des Parlaments.

## Leben
Thommessen kam 1956 als Sohn der Schauspielerin und Verlagsredakteurin Mona Margareth Lie und des Kapitäns Rolf Thommessen zur Welt. Im Jahr 1983 machte er seinen Abschluss an der Universität Oslo im Fach Rechtswissenschaft. Anschließend begann er als Anwalt zu arbeiten, ab 1985 als Partner in einer Anwaltskanzlei. In den Jahren 1990 bis 1994 war er als Abteilungsleiter für das Organisationsteam der Olympischen Spiele in Lillehammer tätig. Anschließend war er bis 2001 als Direktor von Kulturarrangement Lillehammer A/S in der Kulturbranche tätig.
Politisch engagierte sich Thommessen zwischen 1987 und 1995 als Mitglied des Lillehammer Kommunalparlaments. In den Jahren 1991 bis 2001 stand er der Høyre in der damaligen Provinz Oppland vor.
Bei der Parlamentswahl 2001 zog Thommessen in das norwegische Nationalparlament Storting ein. Dort vertrat er den Wahlkreis Oppland und wurde Mitglied des Ausschusses für Familie und Kultur. Nach der Wahl 2013 wurde er zum Stortingspräsidenten gewählt, was er auch nach der Wahl im September 2017 weiter blieb. Vor seiner Wahl zum Parlamentspräsidenten war vermutet worden, dass er als kulturpolitischer Sprecher seiner Partei der Kulturminister in der Regierung Solberg werden würde. Am 15. März 2018 wurde seine Parteikollegin Tone Wilhelmsen Trøen zu seiner Nachfolgerin gewählt. Er trat nicht zur Wiederwahl an, nachdem sich die Fraktion der christdemokratischen Kristelig Folkeparti (KrF) erklärt hatte, ihn nicht wiederwählen zu wollen. Thommessen stand wegen starker Baukostenüberschreitung in der Kritik.
Im Mai 2020 erklärte er, bei der Parlamentswahl 2021 nicht erneut für einen Sitz im Storting kandidieren zu wollen. In der Folge schied Thommessen im Herbst 2021 aus dem Parlament aus.